# Aeródromo El Litral
El Aeródromo El Litral (OACI: SCUL) es un terminal aéreo ubicado a 7 kilómetros al sureste de Bulnes, Provincia de Diguillín, Región de Ñuble, Chile. Es de propiedad privada.